# 根惇
根惇（17世纪？—1705年），又作根敦，号称为额尔克岱青，清朝蒙古王公，喀尔喀蒙古札萨克图汗部和托辉特鄂托克首领，硕垒乌巴什之孙，抗图岱的儿子，博尔济吉特氏。
康熙二十五年（1686年），札萨克图汗部台吉额璘沁西奔后，部落无主，他出来带领。康熙二十七年（1688年），以本部遭准噶尔汗国噶尔丹侵扰，率众避居色楞格河畔，又亲自率兵击走噶尔丹部将济喇克伟哈什哈等。部属齐巴克塔尔计划归附噶尔丹，派兵将其追执。康熙二十八年，乘胜由杭爱山打到阿尔泰山，斩杀噶尔丹的部将察罕台吉乌尔衮。康熙三十二年（1693年），遣使向清廷献捷，获厚赏。康熙三十三年（1694年）九月，奉命入觐康熙帝，正式归附清朝，封多罗贝勒，授札萨克（札萨克图汗部中左翼左旗）。後领兵侦察噶尔丹军情。康熙三十五年（1696年），奉命帮助清军征讨噶尔丹，击败噶尔丹戚族阿拉布坦，尽降其众。康熙三十六年（1697年），漠北安宁，归故牧，向清廷献俘降众。康熙四十四年（1705年）去世。其子松津僧格、图巴、罗卜藏答什、沙克札，嗣子博贝。一说他已经在康熙三十六年（1697年）去世，松津僧格袭位。